# Surat (Distrikt)
Der Distrikt Surat (Gujarati: સુરત જિલ્લો) ist ein Distrikt im Bundesstaat Gujarat in Indien. Die Stadt Surat ist die Hauptstadt des Distrikts. Die letzte Volkszählung im Jahr 2011 ergab eine Gesamtbevölkerungszahl von 6.081.322 Menschen.

## Geographie
Der Distrikt liegt im Süden des Staates Gujarat. Im Westen grenzt Surat an den Golf von Khambhat, im Süden an den Distrikt Navsari, im Südosten an den Distrikt Dang, im Osten und Nordosten an den Bundesstaat Maharashtra und im Norden an die Distrikte Bharuch und Narmada. Das Gebiet gehört zur Ebene von Gujarat (Gujarat Plain) und besteht aus den Gebieten Khambhat Coast (Küstengebiet), Mangrol Plain (Ebene), Umarpada Forested Upland (bewaldetes Hochland), Tapi Basin (Becken), Mindhola-Purna Plain (Ebene), Kalakakra Hills (Hügelland) und Chorasi-Palsana Coastal Plain (Küstenebene).

## Geschichte
Das Gebiet ist schon seit langer Zeit besiedelt. Geschichtlich teilte es das Schicksal der Nachbarregionen. Seit dem 17. Jahrhundert hatten europäische Mächte (Briten, Holländer und Franzosen) Handelsstützpunkte in der Stadt Surat. Um 1800 übernahmen die Briten endgültig die Herrschaft. Bis zum Ende von Britisch-Indien gehörte das Gebiet zur Bombay Presidency. Zu den Gebieten unter britischer Herrschaft kamen nach der Unabhängigkeit noch Dharampur und Bansada States und ein Teil des ehemaligen Fürstentums Baroda State hinzu. Bereits am 1. Juni 1964 verkleinerte sich der Distrikt durch die Abspaltung von Gebieten, aus denen der neue Distrikt Valsad entstand. Im Jahre 2007 wurden 5 der bisherigen Talukas (Kreise) abgetrennt und es entstand der Distrikt Tapi.

## Bevölkerung
Bei der letzten Volkszählung 2011 wurden 6.081.322 Einwohner gezählt. Davon waren 3.402.224 Männer (55,95 Prozent) und 2.679.098 Frauen. Zu den Dalit gehörten 2011 158.115 (2,60 Prozent), zu den Adivasi 856.952 (14,09 Prozent) Menschen. Von der gesamten Anzahl Bewohner lebten 2011 4.849.213 Personen (79,74 Prozent) in städtischen Gebieten. Somit lebten fast 4 von 5 Einwohnern in den Städten.

### Bevölkerung des Distrikts nach Geschlecht
Wie in vielen Teilen Indiens hat der prozentuale Anteil der weiblichen Bevölkerung in den letzten Jahrzehnten prozentual stark abgenommen.
| Verteilung der Bevölkerung nach Geschlecht im Distrikt Surat |                   |                   |                   |                   |                   |                   |                   |                   |                   |                   |                    |                    |                    |                    |                   |                   |
|                                                              | Volkszählung 1951 | Volkszählung 1951 | Volkszählung 1961 | Volkszählung 1961 | Volkszählung 1971 | Volkszählung 1971 | Volkszählung 1981 | Volkszählung 1981 | Volkszählung 1991 | Volkszählung 1991 | Volkszählung 2001A | Volkszählung 2001A | Volkszählung 2001B | Volkszählung 2001B | Volkszählung 2011 | Volkszählung 2011 |
| Anzahl                                                       | %                 | Anzahl            | %                 | Anzahl            | %                 | Anzahl            | %                 | Anzahl            | %                 | Anzahl            | %                  | Anzahl             | %                  | Anzahl             | %                 |                   |
| GESAMT                                                       | 1.045.005         | 100,00            | 1.313.823         | 100,00            | 1.786.924         | 100,00            | 2.493.211         | 100,00            | 3.397.900         | 100,00            | 4.995.174          | 100,00             | 4.275.540          | 100,00             | 6.081.322         | 100,00            |
| Männer                                                       | 530.592           | 50,77             | 667.616           | 50,81             | 917.894           | 51,37             | 1.295.708         | 51,97             | 1.787.888         | 52,62             | 2.722.539          | 54,50              | 2.362.072          | 55,25              | 3.402.224         | 55,95             |
| Frauen                                                       | 514.413           | 49,23             | 646.207           | 49,19             | 869.030           | 48,63             | 1.197.503         | 48,03             | 1.610.012         | 47,38             | 2.272.635          | 45,50              | 1.913.468          | 44,75              | 2.679.098         | 44,05             |

Anmerkung: 2007 wurde der Distrikt Tapi aus Teilen des bisherigen Distrikts Surat geschaffen. Die Zahlen von 1951 bis 2001A beziehen sich auf die alten Grenzen im Jahr 2001.

### Bevölkerung des Distrikts nach Sprachen
Eine schwindende Mehrheit der Bevölkerung des Distrikts Surat spricht Gujarati. Sprachminderheiten mit mehr als 100.000 Sprechern sind Hindi, Marathi, Gamti/Gavit, Chodari/Chodri (eine Bhil-Sprache), Vasava/Vasavi (Gujarati-Dialekt, von Bhil gesprochen), Urdu und Oriya.
| Jahr | Gujarati  | Gujarati | Hindi   | Hindi | Marathi | Marathi | Gamti/Gavit | Gamti/Gavit | Chodhari/Chodri | Chodhari/Chodri | Vasava/Vasavi | Vasava/Vasavi | Urdu    | Urdu | Oriya   | Oriya | Andere Sprachen | Andere Sprachen | Gesamt    | Gesamt |
| Jahr | Zahl      | %        | Zahl    | %     | Zahl    | %       | Zahl        | %           | Zahl            | %               | Zahl          | %             | Zahl    | %    | Zahl    | %     | Zahl            | %               | Zahl      | %      |
| --- | --------- | -------- | ------- | ----- | ------- | ------- | ----------- | ----------- | --------------- | --------------- | ------------- | ------------- | ------- | ---- | ------- | ----- | --------------- | --------------- | --------- | ------ |
| 1991 | 2.723.260 | 80,15    | 206.814 | 6,09  | 259.814 | 7,65    | 4.781       | 0,14        | 0               | 0,00            | 0             | 0,00          | 87.100  | 2,56 | 33.287  | 0,98  | 82.844          | 2,44            | 3.397.900 | 100,00 |
| 2001A | 2.838.602 | 56,83    | 578.255 | 11,58 | 386.367 | 7,73    | 267.808     | 5,36        | 199.940         | 4,00            | 156.660       | 3,14          | 106.324 | 2,13 | 101.720 | 2,04  | 359.498         | 7,20            | 4.995.174 | 100,00 |
| 2001B | 2.709.612 | 63,37    | 558.234 | 13,06 | 367.502 | 8,60    | 27.473      | 0,64        | 98.994          | 2,32            | 79.081        | 1,85          | 105.010 | 2,46 | 101.433 | 2,37  | 228.201         | 5,34            | 4.275.540 | 100,00 |
| Quelle: Volkszählungen in Indien 1991 und 2001; 1991 wurden Chodari/Chodri und Vasava/Vasavi ganz, Gamti/Gavit mehrheitlich dem Gujarati zugeordnet//2001A mit Tapi, 2001B heutiges Gebiet |           |          |         |       |         |         |             |             |                 |                 |               |               |         |      |         |       |                 |                 |           |        |

### Bevölkerung des Distrikts nach Bekenntnissen
Die Bewohner bekennen sich mehrheitlich zum Hinduismus. Einzige bedeutende religiöse Minderheit sind die Muslime mit rund 11 Prozent der Einwohnerschaft. Kleine Minderheiten mit jeweils mehr als 10.000 Gläubigen sind die Christen und Buddhisten. Die genaue religiöse Zusammensetzung der Bevölkerung zeigt folgende Tabelle:
| Jahr | Buddhisten | Buddhisten | Christen | Christen | Hindus    | Hindus | Jainas  | Jainas | Muslime | Muslime | Sikhs | Sikhs | Andere | Andere | keine Angaben | keine Angaben | Gesamt    | Gesamt |
| Jahr | Zahl       | %          | Zahl     | %        | Zahl      | %      | Zahl    | %      | Zahl    | %       | Zahl  | %     | Zahl   | %      | Zahl          | %             | Zahl      | %      |
| --- | ---------- | ---------- | -------- | -------- | --------- | ------ | ------- | ------ | ------- | ------- | ----- | ----- | ------ | ------ | ------------- | ------------- | --------- | ------ |
| 1991A | 5.590      | 0,16       | 31.787   | 0,80     | 3.003.822 | 75,13  | 37.454  | 0,94   | 311.870 | 7,80    | 2.518 | 0,06  | 4.671  | 0,12   | 188           | 0,00          | 3.397.900 | 100,00 |
| 1991B | 5.307      | 0,19       | 6.046    | 0,22     | 2.419.487 | 87,32  | 35.973  | 1,30   | 297.222 | 10,73   | 2.377 | 0,09  | 4.332  | 0,16   | 177           | 0,01          | 2.770.921 | 100,00 |
| 2001A | 10.376     | 0,21       | 83.382   | 1,67     | 4.350.795 | 87,10  | 86.607  | 1,73   | 447.951 | 8,97    | 4.124 | 0,08  | 5.957  | 0,12   | 5.982         | 0,12          | 4.995.174 | 100,00 |
| 2001B | 9.519      | 0,22       | 15.953   | 0,37     | 3.722.801 | 87,07  | 84.758  | 1,98   | 430.405 | 10,07   | 4.009 | 0,09  | 5.061  | 0,12   | 3.034         | 0,07          | 4.275.540 | 100,00 |
| 2011 | 12.902     | 0,21       | 21.052   | 0,35     | 5.260.193 | 86,50  | 112.835 | 1,86   | 660.772 | 10,87   | 5.703 | 0,09  | 3.920  | 0,06   | 3.945         | 0,06          | 6.081.322 | 100,00 |
| Quelle: Ergebnisse der Volkszählungen 1991, 2001 und 2011 in Indien; A Gebiet bis 2007, B heutiges Gebiet |            |            |          |          |           |        |         |        |         |         |       |       |        |        |               |               |           |        |

### Bevölkerungsentwicklung
Wie überall in Indien wuchs die Einwohnerzahl im Distrikt Surat über Jahrzehnte stark an. Die Zunahme betrug zwischen den letzten beiden Volkszählungen 42,24 Prozent und ist auch in absoluten Zahlen bedeutend. Von 2001 bis 2011 nahm die Bevölkerung um mehr als 1,8 Mio. Menschen zu. Die genauen Zahlen in den heutigen Grenzen verdeutlicht folgende Tabelle:
Am 27. September spalteten sich 5 der damals 15 Talukas (Kreise) im Osten des bisherigen Bezirks ab und bildeten den neuen Distrikt Tapi. Die Bevölkerungsentwicklung in den alten Grenzen sah folgendermaßen aus:

### Bedeutende Orte
Einwohnerstärkste Ortschaft des Distrikts ist der Hauptort Surat mit mehr als 80.000 Bewohnern. Eine weitere Stadt mit mehr als 50.000 Bewohnern ist Bardoli. Daneben gibt es noch einige weitere Orte mit über 10.000 Einwohnern.

### Verteilung Stadt und Landbevölkerung
Surat gehört zu den sehr städtisch geprägten Distrikten innerhalb des Bundesstaates.
| Stadt- und Landbevölkerung im Distrikt Surat |                   |                   |                   |                   |                   |                   |                   |                   |                   |                   |                   |                   |
|                                              | Volkszählung 1951 | Volkszählung 1951 | Volkszählung 1961 | Volkszählung 1961 | Volkszählung 1971 | Volkszählung 1971 | Volkszählung 1981 | Volkszählung 1981 | Volkszählung 1991 | Volkszählung 1991 | Volkszählung 2001 | Volkszählung 2001 |
| Anzahl                                       | Anteil            | Anzahl            | Anteil            | Anzahl            | Anteil            | Anzahl            | Anteil            | Anzahl            | Anteil            | Anzahl            | Anteil            |                   |
| GESAMT                                       | 1.045.005         | 100 %             | 1.313.823         | 100 %             | 1.786.924         | 100 %             | 2.493.211         | 100 %             | 3.397.900         | 100 %             | 4.995.174         | 100 %             |
| STADT                                        | 261.425           | 25,02 %           | 345.148           | 26,27 %           | 546.052           | 30,56 %           | 1.024.817         | 41,10 %           | 1.657.062         | 48,77 %           | 2.995.817         | 59,97 %           |
| LAND                                         | 783.580           | 74,98 %           | 968.675           | 73,73 %           | 1.240.872         | 69,44 %           | 1.468.394         | 58,90 %           | 1.740.838         | 51,23 %           | 1.999.357         | 40,03 %           |
| in den Grenzen bis zum 27. September 2007    |                   |                   |                   |                   |                   |                   |                   |                   |                   |                   |                   |                   |

Die Verstädterung hat in den letzten Jahrzehnten stark zugenommen. Dies wegen der Stadt Surat, deren Bevölkerungszahl enorm wächst. Nach der Abspaltung des ländlich geprägten Ostteils des damaligen Distrikts Surat ist der heutige Distrikts in Sachen Verstädterung in der Spitzengruppe in Indien. Die Entwicklung in den heutigen Grenzen (seit 27. September 2007) zeigt folgende Tabelle:
| Stadt- und Landbevölkerung im heutigen Distrikt Surat |                   |                   |                   |                   |                   |                   |
|                                                       | Volkszählung 1991 | Volkszählung 1991 | Volkszählung 2001 | Volkszählung 2001 | Volkszählung 2011 | Volkszählung 2011 |
| Anzahl                                                | Anteil            | Anzahl            | Anteil            | Anzahl            | Anteil            |                   |
| GESAMT                                                | 2.770.921         | 100 %             | 4.275.540         | 100 %             | 6.081.322         | 100 %             |
| STADT                                                 | 1.592.688         | 57,48 %           | 2.926.304         | 68,44 %           | 4.849.213         | 79,74 %           |
| LAND                                                  | 1.178.233         | 42,52 %           | 1.349.158         | 31,56 %           | 1.232.109         | 20,26 %           |
| in den Grenzen seit dem 27. September 2007            |                   |                   |                   |                   |                   |                   |

## Bildung
Trotz bedeutender Anstrengungen ist das Ziel der vollständigen Alphabetisierung noch nicht erreicht. Dazu kommen gewaltige Unterschiede. Während bei den Männern in den Städten mehr als 9 von 10 lesen und schreiben können, ist dies bei den Frauen auf dem Land nur bei von 7 von 10 Personen der Fall. Die Entwicklung zeigt folgende Tabelle:
| Alphabetisierung im Distrikt Surat |         |                   |                   |                   |                   |
| Einheit                            | VZ 1991 | Volkszählung 2001 | Volkszählung 2001 | Volkszählung 2011 | Volkszählung 2011 |
| Einheit                            | Anteil  | Anzahl            | Anteil            | Anzahl            | Anteil            |
| GESAMT                             | 64,36 % | 3.206.404         | 77,62 %           | 4.571.410         | 85,53 %           |
| Männer                             | 72,61 % | 1.914.423         | 83,83 %           | 2.687.468         | 89,56 %           |
| Frauen                             | 55,13 % | 1.291.981         | 69,87 %           | 1.883.942         | 80,37 %           |
| STADT GESAMT                       | 75,93 % | 2.130.288         | 82,81 %           | 3.730.966         | 87,74 %           |
| Stadt-Männer                       | 82,53 % | 1.289.798         | 88,02 %           | 2.217.453         | 91,14 %           |
| Stadt-Frauen                       | 68,02 % | 840.490           | 75,89 %           | 1.513.513         | 83,19 %           |
| LAND GESAMT                        | 52,63 % | 1.076.116         | 66,37 %           | 840.444           | 76,92 %           |
| Land-Männer                        | 61,88 % | 624.625           | 73,89 %           | 470.015           | 82,76 %           |
| Land-Frauen                        | 42,94 % | 451.491           | 58,21 %           | 370.429           | 70,60 %           |

## Wirtschaft
Der Großteil der arbeitenden Bevölkerung ist in Dienstleistungsunternehmen und Industriebetrieben beschäftigt. Es gibt Tausende Dienstleistungsunternehmen und Industriebetriebe – vor allem in und um die Stadt Surat. Die Landwirtschaft verliert immer mehr an Bedeutung.

## Verwaltung
Der Distrikt Surat umfasst 10 Talukas. Diese sind:
- Bardoli, Choryasi, Kamrej, Mahuva, Mandvi, Mangrol, Olpad, Palsana, Surat und Umarpada

Bei der Volkszählung 2011 standen den 18 Städten (Towns) insgesamt 1264 Dörfer entgegen. Von diesen Dörfern waren 1167 bewohnt.